# Sunderland Challenger
Il Sunderland Challenger è stato un torneo professionistico di tennis giocato su campi in cemento indoor. Faceva parte dell'ATP Challenger Series.Si è giocata una sola edizione, a Sunderland in Gran Bretagna.

## Albo d'oro

### Singolare
| Anno | Campione        | Finalista       | Punteggio   |
| ---- | --------------- | --------------- | ----------- |
| 2005 | Alex Bogdanović | Danai Udomchoke | 7–6(4), 7–5 |

### Doppio
| Anno | Campioni                        | Finalisti                          | Punteggio        |
| ---- | ------------------------------- | ---------------------------------- | ---------------- |
| 2005 | Frank Moser Sebastian Rieschick | Christopher Kas Philipp Petzschner | 6–4, 6(3)–7, 6–4 |